# Резиночка (игра)

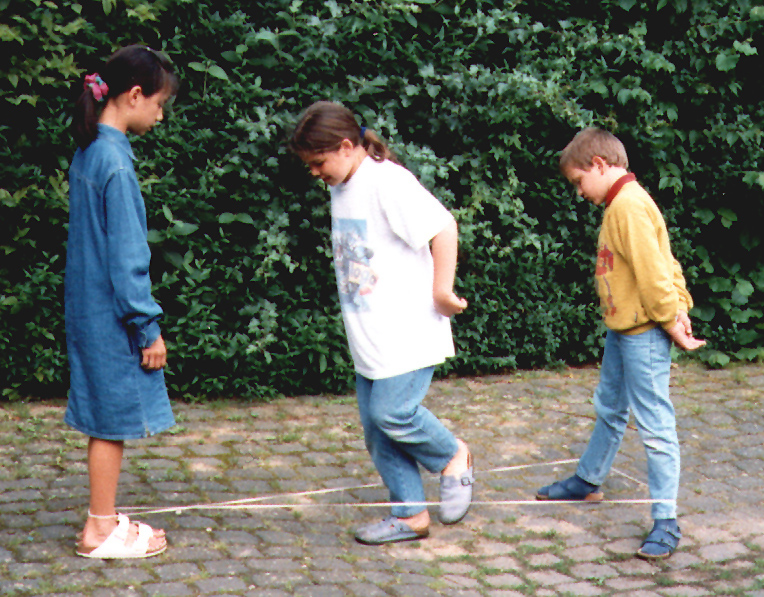

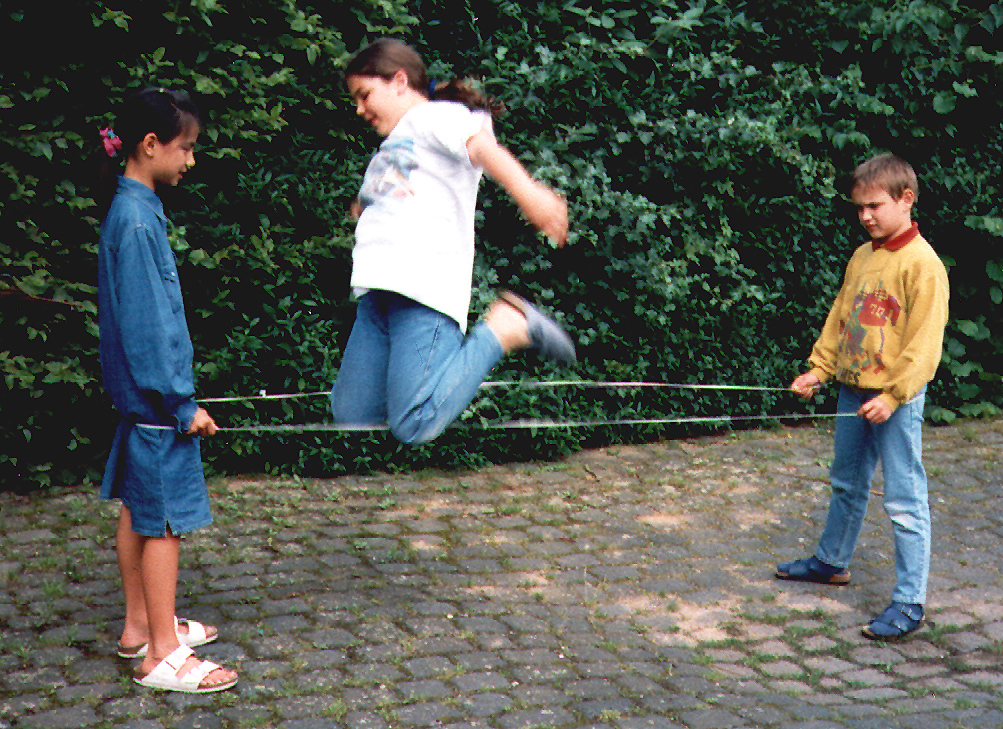

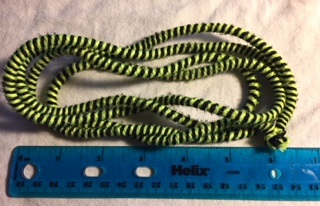

Рези́ночка (китайская прыгалка, также французская прыгалка, кит. упр. 跳皮筋, пиньинь tiào píjīn, палл. тяо пицзинь) — детская игра, заключающаяся в прыжках через узкую двойную верёвку или резинку (после того, как она была изобретена), натянутую на различной высоте. В Китае, откуда игра берёт своё происхождение, и во многих других странах, сопровождается пением специальных песен, задающих ритм прыжкам, а также порядок их выполнения.

## Происхождение
Игра возникла в Китае в VII веке, во времена Танской империи и постепенно распространилась по всей Юго-Восточной Азии. Во Францию попала из Индокитая, откуда распространилась в другие европейские страны. В Советский Союз, по видимому, пришла из того же региона примерно в 1960-х — 1970-х годах, когда СССР начал поддерживать активные связи с Социалистическим Вьетнамом. В то же время, согласно утверждению Самсона Глязера, с этой игрой советских школьников познакомили чешские пионеры, приехавшие отдыхать в Крым, в детский лагерь «Артек» — благодаря этому за игрой закрепилось название «чешские прыгалки». Пик её популярности в СССР пришёлся на 80-е годы XX века. Здесь в неё играли практически исключительно девочки. Игра проводилась при каждом удобном случае — в школе, во время перемен, во дворе и т. д.
Возможно, что в Великобританию игра пришла из Бельгии, вместе с беженцами времён Первой мировой войны.

## Описание

### Инвентарь
Для игры требуется отрезок узкой т. н. бельевой резинки длиной в несколько метров со связанными концами. Также можно купить более безопасную разноцветную резинку, специально предназначенную для этой игры.

### Правила
Оптимальное количество участников — три-четыре человека, минимальное — двое (в таком случае для фиксации одного из концов резинки используют какую-либо опору — столб, скамейку и т. п.). Два игрока, встав на некотором расстоянии друг от друга, натягивают резинку, зафиксировав её вокруг своих ног на уровне щиколоток, и образовав длинный прямоугольник — двойную прыгалку. Третий игрок, заступив в середину прямоугольника, должен в определённом порядке перепрыгивать, поджимая ноги, через одну либо обе линии резинки, выполняя различные фигуры. В случае ошибки, если он задевает ногами резинку или нечаянно наступает на неё, ход переходит к следующему игроку, а допустивший ошибку занимает его место «в резиночке». Когда подойдёт его очередь, он начинает прыгать с того места, где сбился.
После того, как участник проходит все комбинации, резинку поднимают выше — на уровень коленей, затем до середины бедра, до талии и т. д. В Юго-Восточной Азии дети доходят до держания резинки на уровне подмышек, шеи и ушей. Существуют также верхние позиции, когда резинку начинают держать пальцами рук, поднятых над головой.
Прыжки выполняются на двух и на одной ноге, боком или лицом к резинке, перескакивая через одну или обе линии или наскакивая на них, усложняются поворотами на 180°, 360° и более, скрещиванием ногами резинки и затем «распусканием» её во время прыжка, выполнением прыжков стоя спиной к резинке, без зрительного контроля. В традиционной «резиночке» она должна быть натянута параллельно земле, однако её можно натягивать и по диагонали, комбинируя различные уровни высоты.
При желании можно прыгать и в паре, что требует синхронности и полной согласованности движений. При наличии большого количества участников две и более пары игроков, держащих резинку, могут становиться по кругу, так, чтобы натянутые резинки образовывали крест, пересекаясь по центру, либо другие фигуры.
Побеждает в игре тот, кто первым пройдёт все условленные уровни.

### Пение
В Китае, Японии и прочих азиатских странах игра сопровождается пением специальных песен, задающих ритм прыжкам. По мере распространения в других странах также придумывались свои варианты песен. К примеру, в Англии дети пели фразы «2, 4, 6, 8», «England, Ireland, Scotland, Wales. Inside, outside, turn around tails» и её варианты, «Ice cream, soda, Pa-va-lo-va» и другие.

## Значение
Игра помогает физическому развитию ребёнка, вырабатывает ловкость и координацию; благодаря тому, что состоит из всевозможных прыжков и подскоков, способствует укреплению костной ткани. Игру используют для обучения детей прямому и обратному счёту, алфавиту, а также иностранным языкам — в первую очередь, французскому — с помощью традиционных песенок и речёвок.

## Варианты
Во Вьетнаме также распространена схожая игра, где вместо резинки используются два бамбуковых шеста: двое участников, держа в каждой руке по одному из концов бамбуковых палок, синхронно сводят их вместе и разводят параллельно полу, постепенно убыстряя и усложняя ритм — тогда как третий должен успевать перепрыгивать одну либо обе палки в правильном порядке, придерживаясь заданного ритма.